# Arrah
Arrah – miasto w Wybrzeżu Kości Słoniowej, w dystrykcie Lacs, w regionie Moronou, w departamencie Arrah.